# Jozef van Walleghem
Jozef van Walleghem (Brugge, 26 augustus 1757 – aldaar, 21 oktober 1801) was een 18e-eeuws neringdoener en dagboekschrijver.
Als oudste zoon volgde hij zijn vader Jozef niet op als wolwever, maar vestigde hij zich als mercenier (verkoper van ijzerwaren, stoffen, sleutels, gespen, kammen …). In 1792 werd hij deken van het ambacht. Hij was op 18 oktober 1778 gehuwd met de 23 jaar oudere Jozefa Gareels. Ze woonden op de Eiermarkt en hadden geen kinderen. Bij zijn overlijden bezat Van Walleghem zeven huizen. Hij werd begraven op het kerkhof van Sint-Jakobs.

## Merckenweerdigste voorvallenenDaegelijcksche gevallen
In zijn dagboek, dat de periode 1775-1801 bestrijkt, noteerde van Walleghem politieke en maatschappelijke veranderingen en de reacties van de bevolking daarop. Hij leefde in een woelige periode waarin vanaf 1787 bijna jaarlijks regimewisselingen plaatsgrepen, zoals de Brabantse Omwenteling en de Franse invallen. Ook het volks- en straatleven kwam aan bod. Over zijn persoonlijk leven gaf hij weinig prijs, al komt hij naar voor als devoot man met een grote belangstelling voor processies en andere religieuze vieringen.
De kroniek bestaat uit twee delen die telkens over dezelfde periode handelen. Vanaf 1982 bezorgde Yvan Van den Berghe een (niet-chronologische) uitgave van het handschrift. De jaren werden door Van Walleghem als volgt ingedeeld. Een aantal delen is in druk verschenen of is online raadpleegbaar via DBNL:
- Deel I - van oktober 1775 tot januari 1778: dit handschrift is verloren.
- Deel II - van januari 1778 tot februari 1780)[dode link] (uitgave 2016)
- Deel III - maart 1780 tot maart 1781) (uitgave 2016)
- Deel IV - Deel I (1787) (uitgave 1982)
- Deel II (1788) (uitgave 1984)
- Deel III (1789) (uitgave 1984)
- Deel IV (1790) (uitgave 1985)
- Deel V (1791-92) (uitgave 1987)
- Deel VI (1793-94) (uitgave 1989)
- Deel VII (1795-96) (uitgave 1996)
- Deel VIII (1797) (uitgave 1997)
- Deel XI (1798) (uitgave 2016)
- Deel XII (1799) (uitgave 2016)
- Deel XIII (1800) (uitgave 2016)